# Campeonato Mundial de Ginástica Aeróbica de 2024
O 18º Campeonato Mundial de Ginástica Aeróbica acontecerá em Pesaro, Itália, de 27 a 29 de setembro de 2024.

## Evento
| Evento               | Ouro | Prata | Bronze |
| -------------------- | --- | --- | --- |
| Individual masculino | Miquel Mañé · Espanha | Mizuki Saito · Japão | Davide Nacci · Itália |
| Individual feminino  | Riri Kitazume · Japão | Anastasiia Kurashvili · Ucrânia | Maëlys Lenclos · França |
| Pares Mistos         | Japão · Riri Kitazume · Mizuki Saito | Azerbaijão · Vladimir Dolmatov · Madina Mustafayeva                                                                                  | Brasil · Lucas Barbosa · Tamires Silva |
| Trios                | China · Zhang Jingshan · Wang Zhenhao · Zhang Qingzhou                                                                                                 | França · Maëlys Lenclos · Clara Lestruhaut · Victoria Trosset                                                                        | Bulgária · Tihomir Barotev · Borislava Ivanova · Antonio Papazov                                                                                |
| Grupos               | China · Fan Siwei · Feng Lei · Liu Yunsong · Zhang Jingshan · Li Lihao                                                                                 | Vietname · Nguyễn Chế Thanh · Nguyễn Việt Anh · Vương Hoài An · Trần Ngọc Thúy Vi · Lê Hoàng Phong                                   | Itália · Marcello Patteri · Matteo Falera · Sara Cutini · Francesco Sebastio · Davide Nacci                                                     |
| Step Aeróbico        | Coreia do Sul Song Sungkyu Cho Eunha Kim Min-ji Yoon Changil Kim Munsu Kim Hyeonji Moon Chaeran Lee Hakjoo                                             | China · Duan Jiahao · Liang Weijun · Wang Jia · Yu Jiaming · Zhang Gaojie · Cai Jiaxuan · Xi Yuefeng · Ye Boyu                       | Ucrânia · Alisa Diachenko · Maryna Kutseva · Mariia Yatsenko · Daria Subotina · Veronika Sydorova · Ilona Shelest · Artem Kokarev · Alina Hołub |
| Dança Aeróbica       | Hungria · Antonia Konig · Tunde Himmel · Kamilla Goda · Andras Agoston Mikulecz · Anna Makranszki · Vanessza Ruzicska · Fruzsina Fejer · Zoltan Locsei | Roménia · Vlăduț Popa · Larisa Suiu · Mara Dragomir · Claudia Ristea · Madalin Boldea · Antonio Surdu · Darius Branda · Daria Mihaiu | Coreia do Sul Lee Jun-kyu Han Jae-hyun Koh Eun-byeol Park Yeon-sun Kim Eung-soo Kim Hyeog-jin Shin Jin-ho Ryu Min-ji                            |
| Equipes              | Itália | Roménia | China |

## Quadro de medalhas
*   país anfitrião (Itália)
| Pos.                | País                | Ouro | Prata | Bronze | Total |
| ------------------- | ------------------- | ---- | ----- | ------ | ----- |
| 1                   | China               | 2    | 1     | 1      | 4     |
| 2                   | Japão               | 2    | 1     | 0      | 3     |
| 3                   | Itália              | 1    | 0     | 2      | 3     |
| 4                   | Coreia do Sul       | 1    | 0     | 1      | 2     |
| 5                   | Espanha             | 1    | 0     | 0      | 1     |
| 5                   | Hungria             | 1    | 0     | 0      | 1     |
| 7                   | Roménia             | 0    | 2     | 0      | 2     |
| 8                   | França              | 0    | 1     | 1      | 2     |
| 8                   | Ucrânia             | 0    | 1     | 1      | 2     |
| 10                  | Azerbaijão          | 0    | 1     | 0      | 1     |
| 10                  | Vietname            | 0    | 1     | 0      | 1     |
| 12                  | Brasil              | 0    | 0     | 1      | 1     |
| 12                  | Bulgária            | 0    | 0     | 1      | 1     |
| Total (13 entradas) | Total (13 entradas) | 8    | 8     | 8      | 24    |